# Campeonato de Gales de Rugby 1998-99
El Campeonato de Rugby de Gales (Wales Rugby Union Division 1) de 1998-99 fue la novena edición del principal torneo de rugby de Gales.

## Sistema de disputa
El torneo se disputó en formato de todos contra todos en la que cada equipo enfrentó en condición de local y visitante a cada uno de sus rivales.
El equipo que al finalizar el torneo obtuviera mayor cantidad de puntos, se coronó como campeón del torneo, mientras que la última posición descendió directamente a la División 2.
Puntuación
Para ordenar a los equipos en la tabla de posiciones se los puntuará según los resultados obtenidos.
- 2 puntos por victoria.
- 1 puntos por empate.
- 0 puntos por derrota.
- 1 punto bonus por ganar haciendo 3 o más tries que el rival.
- 1 punto bonus por perder por siete o menos puntos de diferencia.

## Primera Fase
| Pos. | Equipo     | Encuentros | Encuentros | Encuentros | Encuentros | Tantos | Tantos | Tantos | Puntos |
| Pos. | Equipo     | PJ         | PG         | PE         | PP         | F      | C      | Dif    | Puntos |
| ---- | ---------- | ---------- | ---------- | ---------- | ---------- | ------ | ------ | ------ | ------ |
| 1.º  | Llanelli   | 14         | 11         | 0          | 3          | 566    | 236    | +330   | 47     |
| 2.º  | Pontypridd | 14         | 11         | 0          | 3          | 520    | 268    | +252   | 41     |
| 3.º  | Ebbw Vale  | 14         | 10         | 0          | 4          | 373    | 287    | +86    | 33     |
| 4.º  | Neath      | 14         | 8          | 0          | 6          | 412    | 235    | +87    | 29     |
| 5.º  | Caerphilly | 14         | 6          | 2          | 6          | 332    | 422    | -90    | 23     |
| 6.º  | Newport    | 14         | 4          | 0          | 10         | 319    | 416    | -97    | 18     |
| 7.º  | Bridgend   | 14         | 3          | 2          | 9          | 269    | 436    | -167   | 15     |
| 8.º  | Averavon   | 14         | 1          | 0          | 13         | 234    | 635    | -401   | 4      |

|  | Clasificado al grupo campeonato.      |
|  | Clasificado al grupo por el descenso. |

## Segunda Fase

### Grupo descenso
| Pos. | Equipo     | Encuentros | Encuentros | Encuentros | Encuentros | Tantos | Tantos | Tantos | Puntos |
| Pos. | Equipo     | PJ         | PG         | PE         | PP         | F      | C      | Dif    | Puntos |
| ---- | ---------- | ---------- | ---------- | ---------- | ---------- | ------ | ------ | ------ | ------ |
| 1.º  | Caerphilly | 20         | 12         | 2          | 8          | 550    | 562    | -12    | 37     |
| 2.º  | Bridgend   | 20         | 9          | 2          | 9          | 522    | 607    | -85    | 36     |
| 3.º  | Newport    | 20         | 5          | 0          | 15         | 499    | 639    | -140   | 23     |
| 4.º  | Averavon   | 20         | 2          | 0          | 18         | 394    | 929    | -535   | 10     |

|  | Descendido a la División 2. |

### Grupo Campeonato
| Pos. | Equipo     | Encuentros | Encuentros | Encuentros | Encuentros | Tantos | Tantos | Tantos | Puntos |
| Pos. | Equipo     | PJ         | PG         | PE         | PP         | F      | C      | Dif    | Puntos |
| ---- | ---------- | ---------- | ---------- | ---------- | ---------- | ------ | ------ | ------ | ------ |
| 1.º  | Llanelli   | 20         | 15         | 1          | 4          | 768    | 341    | +427   | 64     |
| 2.º  | Pontypridd | 20         | 12         | 0          | 8          | 646    | 468    | +178   | 46     |
| 3.º  | Neath      | 20         | 12         | 0          | 8          | 568    | 491    | +77    | 44     |
| 4.º  | Ebbw Vale  | 20         | 12         | 1          | 7          | 541    | 468    | +73    | 44     |

|  | Campeón y clasificado a la Copa Heineken 1999–00. |
|  | Clasificado a la Copa Heineken 1999–00.           |

| Bandera de Gales |
| Campeón Llanelli |
| Segundo título   |